# Brachyponera lutea
Brachyponera lutea  (лат.) — вид муравьёв (Formicidae) рода Brachyponera (ранее в составе рода Pachycondyla) из подсемейства Ponerinae.

## Распространение
Австралия.

## Описание
Мелкие муравьи желтовато-коричневого цвета (общая длина тела рабочих TL около 5 мм, самок около 1 см), самки до буровато-чёрного. Глаза мелкого размера, расположены в переднебоковых частях головы. Жвалы треугольные вытянутые.  Скапус усика длинный, достигает затылочный край головы. Заднегрудка округлая, без проподеальных шипиков. Усики 12-члениковые. Нижнечелюстные щупики 4-члениковые, нижнегубные щупики состоят из 4 сегментов. Стебелёк состоит из одного крупного членика (петиоль). Жало развито. Размерные отличия между самками и рабочими самые значительные среди всех представителей подсемейства понерины (Ponerinae). Это связано с тем, что молодые оплодотворённые самки способны самостоятельно основывать новые колонии без помощи рабочих и не выходят на фуражировку во время выведения первого потомства (клаустральный способ).
Обнаруживаются в гнёздах термитов, в которых обитают и на хозяев которых охотятся.
Ассоциированы с мирмекофильными клещами Messoracarus emarginatus (Banks, 1916) (Messoracaridae) и осами-немками рода Ponerotilla Brothers, 1994 (Mutillidae).

## Систематика
Вид был впервые описан в 1862 году австрийским мирмекологом Густавом Майром по материалам из Австралии. Вид имеет долгую и сложную таксономическую историю, так как в разные годы B. lutea включался в состав различных родов, сначала в Ponera (с 1862), затем в Euponera  (с 1901), Brachyponera (с 1971), Pachycondyla  (с 1995), Brachyponera (с 2014).